# 奧爾茲 (愛荷華州)
奧爾茲（英語：Olds）是一個位於美國愛荷華州亨利縣的城市。

## 地理
奧爾茲的座標為41°08′00″N 91°32′44″W / 41.13333°N 91.54556°W，而該地的平均海拔高度為622米（即728英尺）。

## 人口
根據2010年美國人口普查的數據，奧爾茲的面積為0.88平方千米，當中陸地面積為0.88平方千米，而水域面積為0.00平方千米。當地共有人口229人，而人口密度為每平方千米260人。